# Basileia-Campo
Basileia-Campo é um semicantão da Suíça. Junto com o semicantão Basileia-Cidade forma o cantão histórico de Basileia.
O semicantão de Basileia-Campo existe desde 26 de agosto de 1833, ano da divisão do cantão de Basileia em dois semicantões. A língua oficial deste cantão é o alemão.